# 卢齐娅·扎尼诺维奇
卢齐娅·扎尼诺维奇（1987年6月26日—），克罗地亚女子跆拳道运动员。她曾代表克罗地亚参加2012年和2016年夏季奥林匹克运动会跆拳道比赛，其中2012年奥运会获得一枚铜牌。